# Associazione Calcio Reggiana 1953-1954
Questa voce raccoglie le informazioni riguardanti l'Associazione Calcio Reggiana nelle competizioni ufficiali della stagione 1953-1954.

## Stagione
Nella stagione 1953-1954 la Reggiana disputa il girone C del campionato di IVª Serie, con 36 punti in classifica si piazza in terza posizione alle spalle di Cremonese con 45 punti e Marzoli di Palazzolo sull'Oglio con 43 punti. La Cremonese accede al girone finale e vincendolo salirà in Serie C. Retrocedono nella Promozione regionale Ferrara e Crema.
La Reggiana conferma quasi tutta l'intelaiatura dell'annata precedente, vengono però ceduti il terzino Guido Vincenzi all'Inter, Guido Zucchini e Luigi Angelini. Gli unici acquisti sono costituiti dal ritorno di Titti Montanari (dal Città di Castello) mentre Olmes Neri viene acquisito in prestito dal Modena. Come allenatore resta Alcide Ivan Violi. Per il primo posto che dà diritto a partecipare al girone finale a quattro, che designerà la due promosse in serie C, non c'è niente da fare nonostante la prestazione strepitosa del centravanti Gianni Cappi che con 29 reti realizzate in 30 partite, stabilisce il record assoluto di segnature in una sola stagione con la maglia granata. La Reggiana finisce il torneo terza classificata, ma di fatto non prende parte alla corsa per la promozione che riguarda invece Cremonese e Marzoli.

## Divise
| Prima divisa |

## Rosa
| N. |                   | Ruolo | Calciatore          |
| -- | ----------------- | ----- | ------------------- |
|    | Italia (bandiera) | C     | Adelmo Braglia      |
|    | Italia (bandiera) | C     | Gastorre Campari    |
|    | Italia (bandiera) | A     | Gianni Cappi        |
|    | Italia (bandiera) | C     | Dante Castellazzi   |
|    | Italia (bandiera) | C     | Giuliano Checchi    |
|    | Italia (bandiera) | P     | Corrado Danti       |
|    | Italia (bandiera) | D     | Giovanni Ferrante   |
|    | Italia (bandiera) | A     | Alceo Lipizer       |
|    | Italia (bandiera) | D     | Ermelindo Lovagnini |
|    | Italia (bandiera) | C     | Alberto Malavasi    |
|    | Italia (bandiera) | D     | Umberto Malvisi     |

| N. |                       | Ruolo | Calciatore          |
| -- | --------------------- | ----- | ------------------- |
|    | Italia (bandiera)     | P     | Paolo Manfredini    |
|    | Italia (bandiera)     | D     | Adile Montanari     |
|    | Italia (bandiera)     | A     | Olmes Neri          |
|    | Italia (bandiera)     | C     | Athos Panciroli     |
|    | Italia (bandiera)     | A     | Bruno Pelloni       |
|    | Italia (bandiera)     | D     | Leo Prandi          |
|    | Italia (bandiera)     | C     | Gian Paolo Rebecchi |
|    | Italia (bandiera)     | D     | Luigi Saccani       |
|    | Jugoslavia (bandiera) | C     | Ivan Sandukcić      |
|    | Italia (bandiera)     | D     | Renzo Sgarbi        |
|    | Italia (bandiera)     | P     | Guido Soragni       |

## Risultati

### Girone di andata
| Arbitro: | Tovani (Pisa) |

|                             |           |                              |
| Sandukcic 6’ Cappi 11’, 50’ | Marcatori | 26’ Bersellini 35’ Pincolini |

| Vobarno 4 ottobre 1953 2ª giornata | Falck Vobarno        | 0 – 0 | Reggiana | Campo Falck\| Arbitro: \| Bellotto (Pordenone) \| |
| Arbitro:                           | Bellotto (Pordenone) |       |          |                                                   |

| Arbitro: | Pisanu (Verona) |

|                                      |           |                      |
| Cappi 3’, 22’ Checchi 28’ Sgarbi 59’ | Marcatori | 56’ (rig.) Pelizzola |

| Arbitro: | Luparia (Vercelli) |

|                             |           |                       |
| Lissandrini 2’ Tavellin 61’ | Marcatori | 20’ Cappi 51’ Checchi |

| Arbitro: | Babini (Ravenna) |

|                          |           |  |
| Sgarbi 12’ Sandukcic 58’ | Marcatori |  |

| Arbitro: | Verzè (Verona) |

|                                                 |           |  |
| Plebani 46’ (rig.) Savoldi II 80’ Savoldi I 86’ | Marcatori |  |

| Arbitro: | Butti (Como) |

|                     |           |  |
| Cappi 15’, 71’, 83’ | Marcatori |  |

| Arbitro: | De Magistris (Torino) |

|           |           |           |
| Borra 18’ | Marcatori | 84’ Cappi |

| Arbitro: | Casagli (Firenze) |

|                      |           |              |
| Checchi 9’ Cappi 16’ | Marcatori | 24’ Donatini |

| Arbitro: | Scarpa (Genova) |

|                      |           |  |
| Massola 44’ Corà 64’ | Marcatori |  |

| Arbitro: | Genel (Trieste) |

|  |           |                               |
|  | Marcatori | 26’, 44’ Cappi 63’, 75’ Cappi |

| Arbitro: | Mancinelli (Mestre) |

|                                                |           |               |
| Sgarbi 11’ Cappi 40’, 52’ Neri 43’ Braglia 65’ | Marcatori | 39’ Guzzinati |

| Arbitro: | Bertotto (Venezia) |

|                                   |           |                               |
| Meraviglia 21’ (rig.) Pozzoli 72’ | Marcatori | 15’ Sgarbi 26’ Neri 34’ Cappi |

| Arbitro: | Alessandrini (Terni) |

|                |           |                    |
| Cappi 15’, 64’ | Marcatori | 47’ Sbardellini II |

| Arbitro: | Gazzano (Genova) |

|                                       |           |            |
| Lavizzari 3’ Servalli 13’ Fontana 69’ | Marcatori | 81’ Sgarbi |

### Girone di ritorno
| Arbitro: | Angelini (Firenze) |

|             |           |                    |
| Fontana 55’ | Marcatori | 83’ (rig.) Checchi |

| Arbitro: | De Magistris (Torino) |

|            |           |              |
| Sgarbi 44’ | Marcatori | 74’ Ghizzoni |

| Arbitro: | Luparia (Vercelli) |

|                      |           |  |
| Bonaretti 34’ (rig.) | Marcatori |  |

| Arbitro: | Genel (Trieste) |

|                                    |           |                                         |
| Cappi 8’, 39’ Lipizer 70’ Neri 83’ | Marcatori | 26’ Lissandrini 42’ (aut.) A. Montanari |

| Arbitro: | Basciu (Genova) |

|                              |           |  |
| Rossi 59’, 86’ Aliprandi 83’ | Marcatori |  |

| Arbitro: | Pranzo (Terni) |

|                      |           |                     |
| Cappi 3’ Lipizer 79’ | Marcatori | 17’, 57’ Savoldi II |

| Arbitro: | Bizzarri (Milano) |

|                             |           |                                   |
| Preston 37’ Crivelletti 66’ | Marcatori | 17’ Cappi 19’ Sgarbi 53’ Rebecchi |

| Reggio Emilia 28 febbraio 1954 23ª giornata | Reggiana          | 0 – 0 | Marzoli Palazzolo | Stadio Mirabello\| Arbitro: \| Bartolomei (Roma) \| |
| Arbitro:                                    | Bartolomei (Roma) |       |                   |                                                     |

| Arbitro: | Gay (Asti) |

|              |           |  |
| Donatini 33’ | Marcatori |  |

| Arbitro: | Codenotti (Bergamo) |

|                       |           |  |
| Cappi 10’, 29’ (rig.) | Marcatori |  |

| Arbitro: | Isidori (Perugia) |

|          |           |                                |
| Cappi 6’ | Marcatori | 14’ Bertola 34’, 87’ Cavallari |

| Arbitro: | Mantovani (Pisa) |

|              |           |           |
| Borsatti 40’ | Marcatori | 79’ Cappi |

| Arbitro: | Alessandrini (Terni) |

|                                                            |           |            |
| Cappi 13’ Pelloni 23’, 33’, 38’ G. Campari 24’ Lipizer 89’ | Marcatori | 46’ Ronchi |

| Arbitro: | Scardapane (Vercelli) |

|                        |           |  |
| Sbardellini I 23’, 76’ | Marcatori |  |

| Arbitro: | Palmisciano (Viterbo) |

|                                                |           |  |
| Sgarbi 14’ Checchi 27’, 57’ Neri 41’ Cappi 61’ | Marcatori |  |